# جائزة كيبيك الكبرى للدراجات 2017
جائزة كيبيك الكبرى للدراجات 2017 (بالإنجليزية: 2017 Grand Prix Cycliste de Québec)‏ هو سباق دراجات هوائية، وهو الموسم رقم 8 من نفس السباق، وأقيم في 8 سبتمبر 2017، وامتدّ لمسافة 201.6 كيلومتر، وهو أحد سباقات طواف العالم للدراجات 2017، وقد شارك في السباق 160 متسابقاً ووصل إلى نهايته 142 متسابقاً.
فاز فيه بالمركز الأول بيتر ساجان، وبالمركز الثاني جريج فان أفرمت، وبالمركز الثالث مايكل ماثيوز.

## الفرق
| فرق عالمية (18)- AG2R La Mondiale - Astana - Bahrain-Merida - BMC Racing Team - Bora-Hansgrohe - Cannondale-Drapac - FDJ - Lotto-Soudal - Movistar Team - Orica-Scott - Quick-Step Floors - Dimension Data - Katusha-Alpecin - Lotto NL-Jumbo - سكاي - سنويب - Trek-Segafredo - UAE Team Emirates فريق قاري محترف- Israel Cycling Academy فريق وطني- فريق كندا لركوب الدراجات للرجال 2017‏ |  |
| |  |

## التصنيف العام النهائي
| التصنيف العام | التصنيف العام    | التصنيف العام | التصنيف العام   | التصنيف العام |        |
| الدراج        | الدراج           | البلد         | الفريق          | الوقت         | السرعة |
| ------------- | ---------------- | ------------- | --------------- | ------------- | ------ |
| 1.            | بيتر ساجان       | سلوفاكيا      | بورا هانسغروه   | 5 س 00 د 31 ث |        |
| 2.            | جريج فان أفرمت   | بلجيكا        | بي إم سي راسينغ | + 0 ث         |        |
| 3.            | مايكل ماثيوز     | أستراليا      | سنويب           | + 0 ث         |        |
| 4.            | الكسيس فويليرموز | فرنسا         | أيه إل أم       | + 0 ث         |        |
| 5.            | تيم فيلانز       | بلجيكا        | لوتو سودال      | + 0 ث         |        |
| 6.            | توم جيلتا سلاتر  | هولندا        | كانونديل دراباك | + 0 ث         |        |
| 7.            | Petr Vakoč ‏      | التشيك        | كويك ستب-فلورز  | + 0 ث         |        |
| 8.            | سيب فانمارك      | بلجيكا        | كانونديل دراباك | + 0 ث         |        |
| 9.            | توني قالوبا      | فرنسا         | لوتو سودال      | + 0 ث         |        |
| 10.           | سوني كولبريلي    | إيطاليا       | البحرين ميريدا  | + 0 ث         |        |

## وصلات خارجية
- الموقع الرسمي
- جائزة كيبيك الكبرى للدراجات 2017 على موقع إحصائيات الدراجات الإحترافية (الإنجليزية)